# Erica fontana
Erica fontana är en ljungväxtart som beskrevs av Harriet Margaret Louisa Bolus. Erica fontana ingår i släktet klockljungssläktet, och familjen ljungväxter. Inga underarter finns listade i Catalogue of Life.